# Nightmare Island
Pour plus de détails, voir Fiche technique et Distribution.
Nightmare Island, ou L'Île fantastique au Québec, (Fantasy Island) est un film d'horreur fantastique américain réalisé par Jeff Wadlow, sorti en 2020.
Il s'agit d'une adaptation cinématographique de la série télévisée L'Île fantastique, diffusée entre 1977 et 1984. Le film est une adaptation libre et réinvente le concept de la série avec une approche horrifique.
Le film débute alors que quelques personnes sont invitées par M. Roarke à passer quelques jours de vacances dans un luxueux complexe hôtelier isolé sur une île paradisiaque. Sur celle-ci, tous leurs fantasmes se réaliseront. Mais il faut faire bien attention à ce que l'on souhaite. Les fantasmes se transforment rapidement en cauchemars et les invités, pour survivre, devront percer les mystères de l'île.

## Synopsis
Gwen Olsen, agente immobilière, les demi-frères J.D. et Brax Weaver, l'ex-officier de police Patrick Sullivan et la jeune Mélanie Cole, sont accueillis sur L'île fantastique, une île paradisiaque où « tous les rêves deviennent réalité », par Julia, l'assistante du directeur, après avoir gagné un concours. M. Roark, l'élégant propriétaire de l'île, arrive pour leur expliquer le fonctionnement des vœux : chaque personne a rempli un questionnaire, qui permet à M. Roark de comprendre quel fantasme la personne souhaite réaliser ; et ce dernier est exaucé par « l'île ». Il n'y a que deux règles : un seul fantasme par personne, et une fois le fantasme réalisé, il doit être vécu jusqu'à la fin, « jusqu'à sa conclusion naturelle ». 
M. Roark emmène Barx et J.D. à un autre endroit de l'île où ils arrivent dans une immense villa où se tient une rave party, avec mannequins et alcool (leur rêve étant un week-end de débauche). Gwen s'entretient avec M. Roark au sujet de son fantasme, que M. Roark n'a pas compris, « d'avoir le droit à une seconde chance ». Gwen avoue qu'elle a toujours rêvé d'avoir une petite fille, et qu'elle aurait pu l'avoir avec Allen Chambers, son ancien compagnon qu'elle a quitté lorsque celui-ci lui a fait sa demande en mariage, ne s'estimant pas en droit d'être aimée. Elle se retrouve alors à revivre la demande en mariage d'Allan, il y a cinq ans au restaurant, à l'identique, et elle accepte cette fois-ci. 
Patrick et Mélanie discutent de leur rêve respectif: Mélanie veut se venger de Sloane Maddison, une ancienne camarade du lycée qui l'a harcelée, humiliée et martyrisée (au point qu'elle ait dû arrêter le lycée et être suivie psychologiquement), tandis que Patrick souhaite s'engager dans l'armée, en l'honneur de son père militaire mort en se sacrifiant pour ses hommes. Mélanie se rend dans une pièce où elle trouve un tableau de commandes, et découvre Sloane (qu'elle croit être un hologramme) attachée à une chaise dans une salle de torture. En appuyant sur les boutons du tableau, Mélanie se donne à cœur joie de faire souffrir Sloane, y compris en faisant envoyer le film de Sloane avec son amant à son mari. Mélanie réalise alors que c'est la vraie Sloane devant elle, et tente d'appeler Roark pour faire arrêter l'expérience. Elle parvient à sauver Sloane du « docteur Torture » (du surnom qu'avait donné Mélanie à son psy), un chirurgien à la bouche cousue, et toutes les deux s'enfuient. 
De son côté, Patrick est fait prisonnier par une unité de soldats, qui l'amènent devant leur chef, le lieutenant Sullivan, que Patrick reconnait comme étant son père. Patrick tente de lui expliquer qu'ils font partie d'un fantasme, mais ils sont attaqués et doivent se couvrir et, blessé au bras, il commence à réaliser qu'il s'agit de la réalité. Trouvant dans les affaires de Patrick une photo de lui-même avec son fils et son étiquette militaire, Sullivan lui demande des explications, et ils finissent par se reconnaître mutuellement. Pendant ce temps, J.D. et Brax profitent de la villa et de ses occupants et occupantes. Mais ils se font subitement attaquer par des hommes armés et masqués qui les prennent en otage.
Le matin, lorsque Gwen se réveille, elle est stupéfaite mais commence à désenchanter lorsqu'elle voit qu'en plus d'avoir épousé Allen, elle a maintenant une petite fille de cinq ans (et toutes les photos et souvenirs qui vont avec). Elle commence à douter de son fantasme et pense qu'il ne s'agit pas du bon. En discutant avec Roark, elle apprend que lui aussi a réalisé un fantasme : celui de retrouver sa femme, avec qui il avait découvert l'île, mais qui est décédée de maladie. En l'échange de la présence de sa femme à ses côtés, Roark doit s'assurer que chaque client de l'île voit son fantasme réalisé complètement. 
En fuite dans la jungle, Sloane et Mélanie se font attaquer par le docteur Torture, mais sont sauvées par Damon, un détective privé engagé pour comprendre ce qui se passe sur cette île, mais à qui Roark a également proposé un fantasme : celui de revoir sa fille défunte. Damon se cache de Roark et ses hommes depuis plusieurs semaines, et a fini par découvrir, au fond de souterrains au cœur de l'île, la source de son pouvoir : une source d'eau avec un rocher phosphorescent, qui montre à chacun son désir le plus profond, et qui nourrit l'île et crée les « figurants » dans les fantasmes (en réalité des zombies). Damon a un contact à l'extérieur de l'île, qui peut leur envoyer un avion, et envoie les deux filles à l'hôtel pour l'appeler, en emportant une gourde remplie d'eau de la source comme preuve. Sloane réalise également qu'elle est sur l'île à cause des envies de vengeances et de la rancœur de Mélanie, qui est donc responsable de son enlèvement.
J.D. et Brax parviennent à reprendre le dessus sur le cartel qui a envahi la villa, tandis que Patrick et son père le lieutenant se disputent : Sullivan veut rentrer chez lui, maintenant qu'il a repris vie et qu'il a une famille, tandis que Patrick, qui a idéalisé le geste de sacrifice de son père et les vies qu'il a sauvées, veut qu'il conserve le cours normal des actions. Sullivan les emmène soi-disant au Venezuela (dans l'opération où il est mort), et arrivent dans la même villa que J.D. et Brax. Ils réalisent que les fantasmes se mélangent et tournent mal de manière générale. Ils éliminent le gang mafieux, mais celui-ci revient à la vie progressivement et Patrick et les autres soldats sont surpassés et doivent fuir ; et ils ne peuvent empêcher ni la mort de J.D. ni celle du lieutenant Sullivan. 
Gwen réalise que son fantasme était de corriger la plus grosse erreur qu'elle ait faite : causer par accident la mort de quelqu'un. Il y a six ans, elle a involontairement déclenché un feu domestique qui a tué son voisin Nick Taylor, qu'elle n'a pas pu sauver. Son souhait était de changer le moment qu'elle regrette le plus, et il s'agit de cet incident : lorsqu'elle l'explique à Roark, et qu'elle accepte du coup de sacrifier sa toute nouvelle famille, Roark accepte de changer son fantasme. Alors qu'elle revit l'incendie, Gwen réalise que toutes les personnes sur l'île ont un lien avec la mort de Nick : J.D. et Brax étaient dans le même immeuble, et Patrick était le policier sur place qui a refusé d'intervenir dans le bâtiment, préférant attendre l'arrivée des pompiers (la mort en conséquence de Nick poussa Patrick à démissionner de la police). Les fumées empêchent Gwen de sauver Nick et elle s'évanouit, mais elle est secourue par Julia. Elle réalise alors que le fantasme dans lequel ils sont est le fantasme d'une autre personne. 
Après avoir perdu Damon, qui s'est sacrifié pour les sauver du docteur Torture, Sloane et Mélanie ont l'idée de retourner dans la salle de torture pour y utiliser l'équipement disponible et contacter le mari de Sloane, afin qu'il appelle l'avion pour venir les sauver. Sloane s'excuse auprès de son mari pour son aventure extra-conjugale, et dans le même temps s'excuse auprès de Mélanie face à elle, ce qui les réconcilie définitivement. Elles sont rejointes par Patrick et Brax, qui ont réussi à fuir la fusillade de la villa, et ils remontent à l'hôtel. Là, M. Roark et ses hommes les acculent, mais Gwen arrive et révèle toute l'histoire aux autres : d'un côté le pacte qui lie Roark à l'île et sa nécessité de satisfaire jusqu'au bout les fantasmes des clients, pour garder sa femme ; de l'autre le fait qu'ils sont eux-mêmes dans le fantasme de quelqu'un, qui souhaite les voir mourir, ayant tous joué un rôle dans la mort de Nick : Gwen pour avoir déclenché le feu, Patrick pour ne pas être entré dans le bâtiment, J.D. et Brax ses colocataires pour ne pas l'avoir sorti de l'appartement, et Mélanie pour avoir annulé le rendez-vous qu'elle devait avoir avec lui ce soir-là et qui aurait pu lui sauver la vie. Roark confirme ses dires, mais ne parvient pas à les retenir. Le groupe doit fuir dans la jungle de l'île après que l'avion de sauvetage, qui s'apprêtait à atterrir sur les quais, s'est fait abattre par le gang de la villa, qui les a retrouvés.
Le groupe pense que le fantasme qu'ils vivent est celui de Julia, la mère de Nick, qui cherche à se venger d'eux. Se rappelant la source du pouvoir de l'île et avec la carte de Damon, Sloane et Mélanie les mènent dans la grotte dans le but de détruire cette source avec la grenade que Patrick a encore sur lui. Dans les souterrains, le groupe est séparé dans le labyrinthe des galeries et chacun est pris de visions d'horreur et assailli par les figurants-zombies. Mélanie poignarde Patrick, avant de retrouver le groupe à la source et d'être révélée comme l'autrice du fantasme en cours, celui qui les a amenés ici : elle était amoureuse folle de Nick et devait sortir avec lui avant qu'il ne meure dans l'incendie. Roark arrive également à la source, et l'apparition de Julia dans le rocher (s'agissant de son désir le plus cher) permet au groupe de comprendre que Julia est sa femme. Malgré sa maladie, l'île la ramène à la vie tant que Roark exécute les souhaits des clients, dans un cycle incessant de mort par maladie et de résurrection. Roark les laisse aux mains de Mélanie, qui contrôle désormais le fantasme et les zombies, mais est convaincue par Julia de leur venir en aide et de la laisser partir. 
Sloane, la seule personne à ne pas avoir eu de vœu exaucé, boit de l'eau de la source à sa gourde, ce qui lui permet de demander un vœu. Elle formule le souhait, pour Mélanie, de la voir réunie avec Nick. Un Nick zombifié apparaît alors et se saisit de Mélanie, en l'entrainant dans l'eau. Ce faisant, elle laisse tomber la grenade à terre, et Patrick, reproduisant le geste héroïque de son père, se jette dessus afin de protéger les autres. Le fantasme de Mélanie, morte, prend fin, et Gwen, Brax et Sloane se réveillent à l'hôtel. Roark accepte de les laisser partir. Alors que L'île fantastique est purifiée, Brax souhaiterait que son frère J.D. revienne à la vie. Roark lui explique qu'il peut faire ce vœu, mais qu'il ne peut se réaliser et durer que si Brax reste sur l'île, ce qu'il accepte. Gwen, Sloane et le fraîchement ressuscité J.D. embarquent dans l'avion et quittent l'île, tandis que Roark offre à Brax de devenir son assistant. Se souvenant d'une anecdote avec J.D. et d'un pari perdu concernant un tatouage (tatoo en anglais), c'est le nom de « Tatoo » qui est choisi pour Brax en tant qu'employé de l'île (ce qui préfigure la série de 1977).

## Fiche technique
- Titre original : Fantasy Island ou Blumhouse's Fantasy Island[1]
- Titre québécois : L'Île fantastique ou L'Île fantastique de Blumhouse
- Titre français : Nightmare Island
- Réalisation : Jeff Wadlow
- Scénario : Jeff Wadlow, Sean Albertson, Jillian Jacobs et Christopher Roach
- Décors : Marc Fisichella
- Costumes : Lisa Norcia
- Photographie : Toby Oliver
- Montage : Sean Albertson
- Musique : Bear McCreary[2]
- Producteur : Jason Blum, Sean Albertson et Marc Toberoff
  - Coproducteur : James Moran, Robin Mulcahy Fisichella et Ryan Turek
  - Producteur délégué : Couper Samuelson, Jeff Wadlow, Matthew Milam et Jeanette Volturno
- Société de production : Columbia Pictures et Blumhouse Productions
- Sociétés de distribution : Sony Pictures Entertainment
- Budget : 7 millions de dollars
- Pays d'origine :  États-Unis
- Langue originale : anglais
- Format : couleur
- Genre : horreur, fantastique
- Durée : 109 minutes
- Dates de sortie :
  - France : 12 février 2020
  - États-Unis : 14 février 2020

## Distribution
- Michael Peña (VF : Emmanuel Garijo ; VQ : Hugolin Chevrette-Landesque) : Mr. Roarke
- Maggie Q (VF : Yumi Fujimori ; VQ : Catherine Hamann) : Gwen Olsen
- Lucy Hale (VF : Élisabeth Ventura ; VQ : Sarah-Jeanne Labrosse) : Mélanie Cole
- Austin Stowell (VF : Julien Allouf ; VQ : Éric Bruneau) : Patrick Sullivan
- Jimmy O. Yang (VF : Benjamin Gasquet ; VQ : Louis-Philippe Berthiaume) : Brax Weaver / Tattoo
- Ryan Hansen (VF : Jérémie Bedrune ; VQ : Frédérik Zacharek) : J.D. Weaver
- Portia Doubleday (VF : Anaïs Delva ; VQ : Ariane-Li Simard-Côté) : Sloane Maddison
- Michael Rooker (VF : Michel Dodane ; VQ : Marc Bellier) : Damon
- Parisa Fitz-Henley (VF : Corinne Wellong ; VQ : Marie-Evelyne Lessard) : Julia Roarke
- Mike Vogel (VF : Alexandre Gillet ; VQ : Pierre-Étienne Rouillard) : le lieutenant Sullivan
- Evan Evagora (VF : François Santucci) : Nick Taylor
- Robbie Jones (VF : Jean-Baptiste Anoumon) : Allen Chambers
- Kim Coates (VF : Miglen Mirtchev ; VQ : Bruno Marcil) : le chef mafieux
- Ian Roberts : Dr Torture
- Charlotte McKinney (VF : Audrey Sourdive) : Chasteté

 Source et légende : version française (VF) sur RS Doublage
 Source et légende : version québécoise (VQ) sur Doublage.qc.ca

## Accueil

### Critiques
La critique n'est pas favorable au film. Les spectateurs sur Allociné lui attribuent une note d'1,8/5. La presse est relativement unanime : le film n'est pas bon. La Libre Belgique titre même Il vaut mieux jeter 10 € dans les toilettes que d’aller voir "Nightmare Island".  
Le site Écran Large ne cache pas non plus sa déception "Quel joli navet que ce film d'horreur qui ne fait ni peur ni rire, et cumule les pires clichés du genre jusqu'à peu à peu passer du côté obscur du genre : la parodie accidentelle".  
Seul Le Parisien se montre moins critique « les personnages, bien campés, les scènes chocs et surtout, les coups de théâtre qui se succèdent dans le dernier tiers du film emportent l'adhésion. ».

### Box-office
| Pays ou région    | Box-office      | Date d'arrêt du box-office | Nombre de semaines |
| ----------------- | --------------- | -------------------------- | ------------------ |
| États-Unis Canada | 27 309 289 $    | 19 mars 2020               | 5                  |
| France            | 368 682 entrées | 10 mars 2020               | 4                  |
| Total mondial     | 48 811 343 $    | -                          | -                  |